# Халатность
В соответствии с действующим Уголовным кодексом РФ (ст. 293), под халатностью понимается неисполнение или ненадлежащее исполнение должностным лицом своих обязанностей вследствие недобросовестного или небрежного отношения к службе, если это повлекло причинение крупного ущерба, то есть ущерба, сумма которого превышает один миллион пятьсот тысяч рублей. Наказание усиливается в случае причинения по неосторожности тяжкого вреда здоровью или смерти человека.
Похожие категории существуют в других странах[каких?].

## История
Халат в дворянской среде изначально был символом русского барства с его леностью, необязательностью. У помещиков и чиновников он был типично домашней одеждой. С сороковых годов XIX века относительное прилагательное «халатный» (халатная ткань, халатный покрой) приобрело, поначалу в литературе, а затем и в обиходе, качественное значение: небрежный, неряшливый, нерадивый, лениво-недобросовестный — по отношению человека к службе (работе), своим обязанностям, домашним делам и т. д.